# Michael Colgrass
Michael Charles Colgrass (Brookfield (Illinois), 22 april 1932 - Toronto, 2 juli 2019) was een Canadees componist, muziekpedagoog en slagwerker van Amerikaanse afkomst.

## Levensloop
Colgrass begon zijn muzikale carrière als jazz drummer in Chicago van 1944 tot 1949. Hij studeerde bij Paul Price (slagwerk) en Eugene Weigel (compositie) aan de Universiteit van Illinois te Chicago en behaalde zijn Bachelor of Music als uitvoerend musicus en als componist in 1956. Verder studeerde hij bij Darius Milhaud aan het Aspen Music Festival and School (1953) en bij Lukas Foss aan het Tanglewood Music Festival (1954).
Tijdens zijn dienst in het Amerikaanse leger werkte hij twee jaar als paukenist in het Seventh Army Symphony Orchestra, dat toen gestationeerd was in Stuttgart. Vervolgens speelde hij als freelance slagwerker in New York met verschillende orkesten en artiesten zoals het New York Philharmonic, het orkest van het American Ballet Theater, Dizzy Gillespie, het Modern Jazz Quartet, in het originele West Side Story orchestra aan het Broadway theatre en de Columbia Recording Orchestra’s onder leiding van Igor Stravinski speelde hij de beroemde Stravinski series. Tijdens zijn New Yorkse periode studeerde hij verder compositie bij Wallingford Riegger (1958) en Ben Weber (1958-1960).
In 1978 won hij de prestigieuze Pulitzerprijs voor muziek voor de orkestversie van Deja vu en in 1982 won hij de Emmy Award voor de documentatie Soundings: The Music of Michael Colgrass.. Hij won eveneens de George W. Barlow Award en de Louis Sudler Award voor zijn werk Winds of Nagual voor harmonieorkest. Hij kreeg studiebeursen van de "Guggenheim Foundation" en van de "Rockefeller Foundation". Van gerenommeerde orkesten of organisaties kreeg hij compositieopdrachten zoals van New York Philharmonic, Boston Philharmonic Orchestra, Toronto Symphony Orchestra, National Arts Centre Orchestra, de Canadian Broadcasting Corporation, de Lincoln Centre Chamber Music Society en het Brighton Festival in het Verenigd Koninkrijk.
Naast zijn werkzaamheden als componist gaf hij workshops over "Psychologie en techniek van muzikale uitvoering" in de hele wereld. Hij woonde met zijn familie (Ulla, zijn echtgenote een journaliste en hun zoon Neal) in Toronto.
Hij overleed daar op 87-jarige leeftijd.

## Composities

### Werken voor orkest
- 1960 Seventeen, voor orkest
- 1966 As Quiet As, voor orkest
- 1976 Letter From Mozart, voor orkest
- 1989 The Schubert Birds, voor orkest
- 2002 Ghosts of Pangea, voor orkest
- Bach-Goldberg Variations, aria en 18 variaties voor kamerorkest

#### Concerten voor instrumenten en orkest
- 1964 Rhapsodic Fantasy, voor slagwerk solo en orkest
- 1972 Auras, voor harp solo en orkest
- 1974 Concertmasters, voor drie violen solo en orkest
- 1977 Deja vu, voor vier slagwerkers solo en orkest
- 1979 Delta, voor viool, klarinet, slagwerk solo en orkest
- 1982 Memento, voor twee piano's solo en orkest
- 1984 Demon, voor piano, geluidsband en orkest
- 1984 Chaconne, voor altviool en orkest
- 1990 Snow Walker, voor orgel solo en orkest
- 1992 Arias, voor klarinet en orkest
- 2002 Crossworlds, voor dwarsfluit, piano en orkest
- 2007 Side by Side, voor klavecimbel, orgel en orkest

### Werken voor harmonieorkest
- 1977 Deja vu, voor vier slagwerkers en harmonieorkest
- 1985 Winds of Nagual: A Musical Fable on the Writings of Carlos Castaneda, voor harmonieorkest
  1. The Desert
  2. Don Genaro appears
  3. Carlos Stares at the River and Becomes a Bubble
  4. Gate of Power
  5. Asking Twilight for Calmness and Power
  6. Juan Clown for Carlos
  7. Last Conversation and Farewell
- 1991 Arctic Dreams, voor gemengd koor (zwart en wit) en harmonieorkest
- 1995 Urban Requiem, voor saxofoonkwartet en harmonieorkest
- 2000 Old Churches, voor jeugd-harmonieorkest[2]
- 2001 Dream Dancer, voor altsaxofoon solo en harmonieorkest
- 2003 Apache Lullaby, voor jeugd-harmonieorkest
- 2003 Gotta Make Noise, voor jeugd-harmonieorkest
- 2003 The Beethoven Machine, voor jeugd-harmonieorkest
- 2005 Bali, voor jeugd-harmonieorkest[3]
- 2005 Raag Mala, voor harmonieorkest

### Muziektheater

#### Toneelmuziek
- 1967 Virgil's Dream, satire - tekst: van de componist
- 1978 Something's Gonna Happen - tekst: van de componist "Jack and the Beanstalk"

### Werken voor koor
- 1969 The Earth's A Baked Apple, voor gemengd jeugdkoor en orkest
- 1972 Theater of the Universe, voor sopraan, mezzosopraan, tenor, bas, gemengd koor en orkest
- 1974 Image of Man, voor gemengd koor en orkest
- 1976 Best Wishes USA, voor gemengd koor (zwart en wit) en orkest

### Vocale muziek
- 1969 New People, voor mezzosopraan, altviool en piano
- 1979 Night of the Raccoon, voor sopraan, harp, altfluit, slagwerk, piano (ook: celesta en elektrisch piano)
- 1985 Mystery Flowers of Spring, voor sopraan en piano

### Kamermuziek
- 1953 Concertino for Timpani, voor pauken solo, 3 trompetten, 3 trombones, tuba en 2 slagwerkers[4]
- 1957 Variations, voor vier trommen en altviool
- 1962 Blaaskwintet
- 1962 Rhapsody, voor klarinet, viool en piano
- 1963 Light Spirit, voor dwarsfluit, altviool, gitaar en 2 slagwerkers
- 1979 Flashbacks A Musical Play, voor koperkwintet (2 trompetten, trombone, hoorn, tuba)
- 1986 Strangers: Irreconcilable Variations, voor klarinet, altviool en piano
- 1988 Folklines: A Counterpoint of Musics, voor strijkkwartet
- 1994 A Flute in the Kingdom of Drums and Bells, voor dwarsfluit (ook: piccolo en altfluit) en slagwerkkwartet
- 2008 Pan Trio, voor harp, steel drum, vibrafoon en marimba

### Werken voor piano
- 1980 Tales of Power
- 1982 Memento

### Werken voor slagwerk
- 1951 Three Brothers, voor slagwerknonet[5]
- 1953 Percussion Music, voor slagwerkkwartet
- 1954 Kamermuziek, voor slagwerkkwartet
- 1955 Inventions on a Motive, voor slagwerkkwintet
- 1961 Fantasy Variations, voor slagwerksextet

## Publicaties
- My Lessons With Kumi - How I Learned to Perform with Confidence in Life and Work, Real People Press, Moab Utah: 2000.
- MICHAEL COLGRASS: Adventures of an American Composer, Meredith Music, Galesville Maryland: 2010.
- Composers and Children: A Future creative Force?
- The Key to Creativity: Think like a Kid!
- Fear and the creative process, in: ACA Bulletin. 8 (1959), Nr. 4, S. 21-22.

## Discografie
- Centaur Records, CRC 2288 - ARCTIC DREAMS for Large Wind Ensemble New England Conservatory Wind Ensemble o.l.v. Frank Battisti en leden van de New England Conservatory choruses (o.l.v. Tamara Brooks)
- New World Records, NW 318 - DEJA VU for Percussion Quartet and Orchestra Richard Holmes, Richard O'Donnell, John Kasica, Thomas Stubbs slagwerk solisten en Saint Louis Symphony Orchestra o.l.v. Leonard Slatkin
- KLAVIER, KCD-11091 - DÉJÀ VU for Four Percussionists and Wind Ensemble Troy Breaux, Shawn Hart, Jeff Prosperie en Edward Stephan slagwerk solisten en North Texas Wind symphony o.l.v. Eugene Migliaro Corporan
- Albany Records, Troy 212 - URBAN REQUIEM for Four Saxophones and Wind Orchestra George Weremchuck, soprano sax, David Ferndandez, alto sax, Tom McCormick, tenor sax, Stephen Welsh, baritone sax en University of Miami Wind Ensemble o.l.v. Gary Green
- Mark Records, MCD 78O - WINDS OF NAGUAL: A Musical Fable for Wind Ensemble University of Cincinnati College-Conservatory of Music Wind Ensemble o.l.v. Eugene Migliaro Corporan